# Olynthos

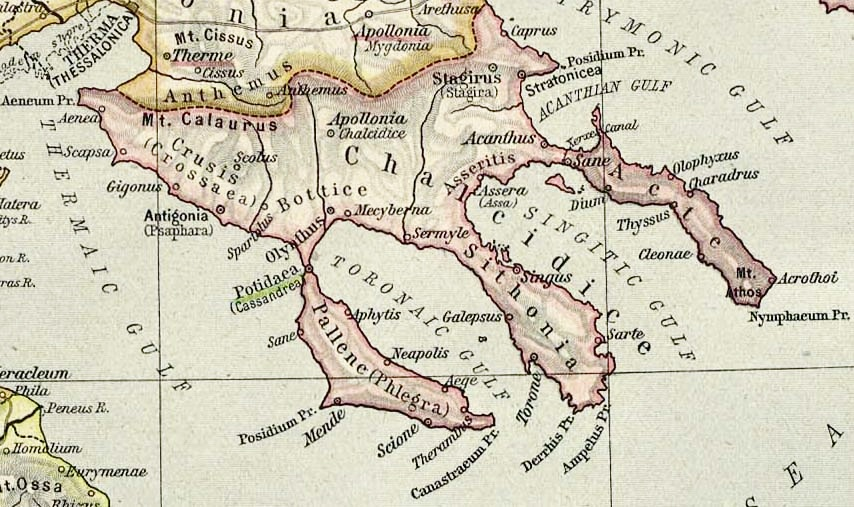
Olynthos läge på Chalkidike, norr om Potidaia

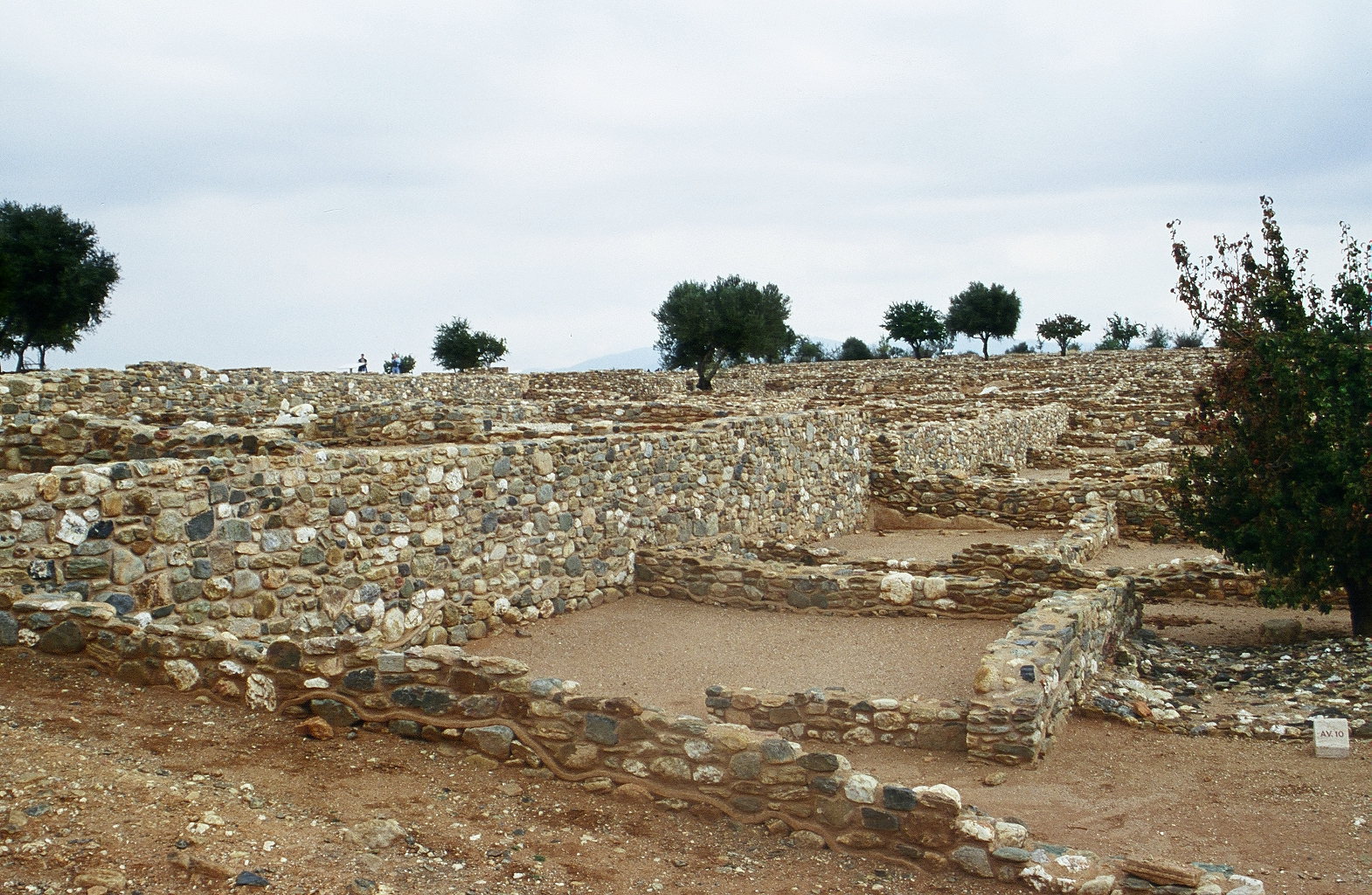
Ruiner från antikens Olynthos

Olynthos (grekiska Όλυνθος, latin Olynthus) var en antik grekisk stad på halvön Chalkidike vid nordänden av Toroneviken, belägen cirka 9–10 kilometer från Potidaia.
Dess ursprungliga invånare lär enligt Herodotos ha varit av thrakisk stam, men sedan det 480 f. Kr. erövrats av perserkonungen Xerxes I, befolkades det med greker från Chalkidike. Genom att med sig förena åtskilliga av de mindre städerna på Chalkidike höjde Olynthos sig till betydande makt och lyckades vid flera tillfällen slå tillbaka såväl makedoniers som spartaners och atenares angrepp. Slutligen tvangs det dock genom det så kallade olynthiska kriget (382-379 f.Kr.) att upplösa sitt vapenförbund och inträda i det spartanska förbundet. Då Olynthos 30 år senare hotades av konung Filip II av Makedonien, som strävade efter att underlägga sig alla de grekiska städerna på Makedoniens kust, sökte det i ett förbund med Aten skydd mot den gemensamme fienden, men blev efter tappert motstånd intaget och förstört (348), sedan Demosthenes förgäves uppbjudit all sin förmåga att medelst de berömda "olynthiska talen" elda sina landsmän till energiska åtgärder för Olynthos räddning. Olynthos blev sedan aldrig mera uppbyggt.